# Lisa-Marie Jeckel
Lisa-Marie Jeckel (* 28. September 1993 in Weilburg) ist eine deutsche Juristin und Politikerin (FW) sowie seit 2021 Abgeordnete im Landtag von Rheinland-Pfalz.

## Leben und politische Laufbahn
Jeckel wurde 1993 im hessischen Weilburg geboren. Nach dem Abitur 2013, das sie an der Tilemannschule in Limburg ablegte, studierte sie zunächst Wirtschaftsrecht an der Hochschule RheinMain in Wiesbaden. Im Jahr 2015 nahm sie ein Studium der Rechtswissenschaften an der Justus-Liebig-Universität Gießen auf, das sie 2020 mit der ersten juristischen Prüfung abschloss. Sie ist Volljuristin. Gelegentlich ist sie als Jockey bei regionalen Turnieren im Einsatz.
Für die rheinland-pfälzische Landtagswahl 2021 wurde sie am 29. Juni 2020 auf den fünften Platz der Landesliste der FREIEN WÄHLER gewählt, als Direktkandidatin stand sie zudem noch im Wahlkreis Diez/Nassau zur Wahl. Sie ist ordentliches Mitglied der Ausschüsse für Familie, Jugend, Integration und Verbraucherschutz, für Digitalisierung, digitale Infrastruktur und Medien sowie des Petitionsausschusses und war bis zur Fraktionsauflösung im Oktober 2024 Parlamentarische Geschäftsführerin der Freien Wähler im Landtag von Rheinland-Pfalz.

## Ämter
- Kreisvorsitzende der FW-Kreisvereinigung Rhein-Lahn-Kreis.[10]
- Seit August 2020: Landesvorsitzende der Nachwuchsorganisation Junge Freie Wähler Rheinland-Pfalz[11]
- Seit Oktober 2024: Bundesvorsitzende der Jungen Freien Wähler[12]
- Seit November 2024: Vorsitzende der Landesvereinigung RLP der freien Wähler (zusammen mit Christian Zöpfchen als Doppelspitze)[13]